# 삼성 갤럭시 A34 5G
삼성 갤럭시 A34 5G(영어: Samsung Galaxy A34 5G)는 삼성전자가 갤럭시 A 시리즈의 일부로 개발하고 제조한 보급형 안드로이드 기반 스마트폰이다. 이 장치는 2023년 3월 15일에 발표되었다. 2023년 3월 31일에 한국 출시되었다.

## 디자인
삼성 갤럭시 A33과 마찬가지로 스마트폰에는 3.5mm 오디오 잭이 없다. IP67 표준에 따라 습기와 먼지로부터 보호된다. 스마트폰은 어썸 그라파이트 , 어썸 실버, 어썸 바이올렛, 어썸 라임의 4가지 색상으로 판매된다.
| 색상 | 이름            |
| ---- | --------------- |
|      | 어썸 그라파이트 |
|      | 어썸 실버       |
|      | 어썸 바이올렛   |
|      | 어썸 라임       |

## 사진

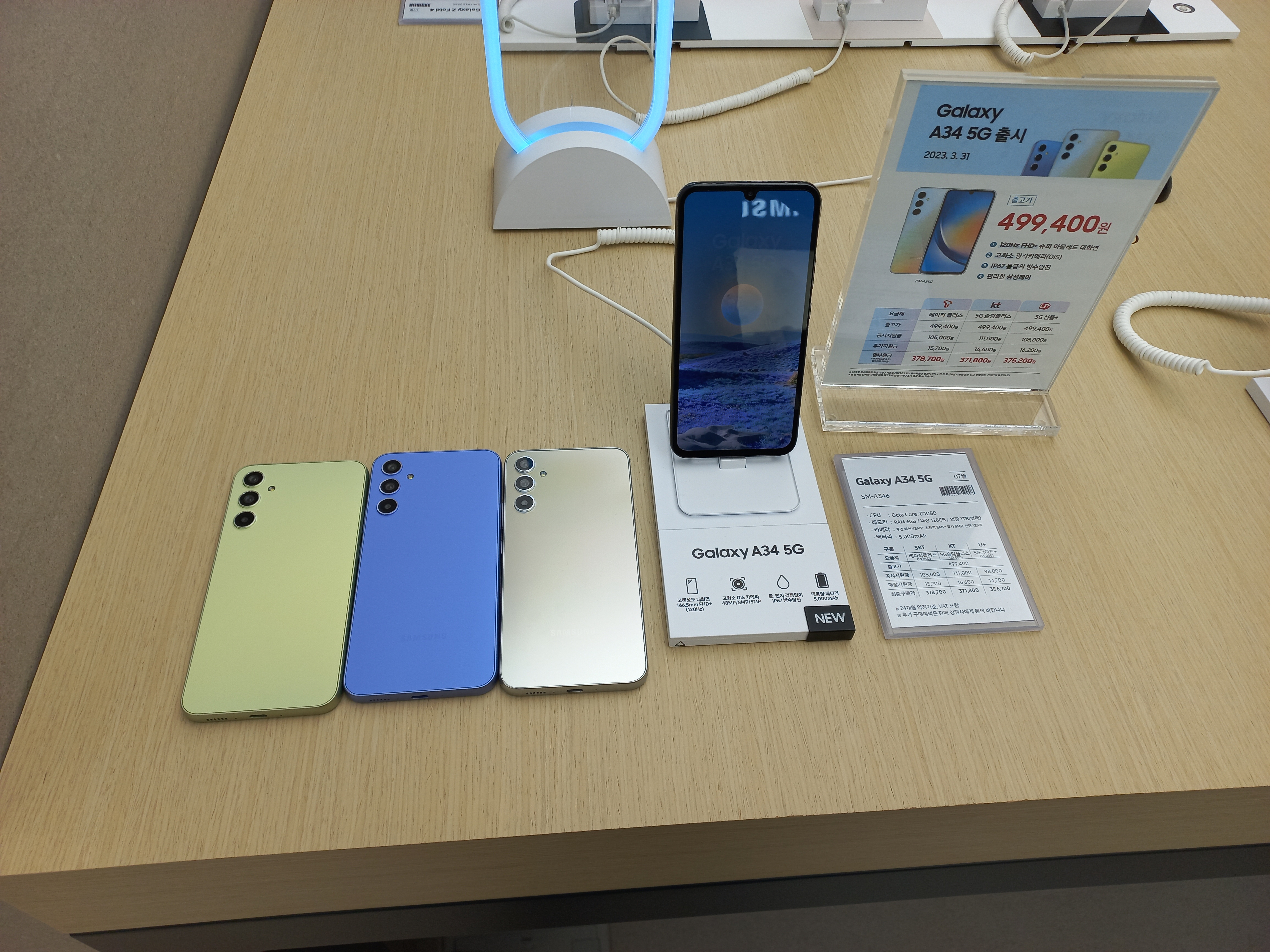
색상모델